# Vashosszúfalu
Vashosszúfalu es un pueblo ubicado en el distrito de Sárvár, en el condado de Vas, Hungría.

## Superficie
Posee una superficie de 13,92 kilómetros cuadrados.

## Demografía
Hasta 2019 la población era de 342 habitantes, con una densidad de población de 24,57 habitantes por kilómetro cuadrado.